# Golia (soi de viță de vie)
Golia este un soi de viță de vie.

## Origine
Soiul a fost obținut la Stațiunea de Cercetare – Dezvoltare pentru Viticultură și Vinificație Iași prin hibridarea intraspecifică între soiurile Sauvignon x Șarba fiind omologat în anul 1999 și brevetat în 2004. Autori: Dănulescu Dumitru, Calistru Gheorghe, Damian Doina și Crăcană Alexandru

## Caractere ampelografice
Dezmugurire cu rozeta scămoasă, de culoare verde-gălbui. Vârful lăstarului și primele frunzulițe sunt acoperite de peri lungi și deși, de culoare verde deschis. Frunzele tinere sunt peroase, de culoare verde gălbui.Frunza adultă este mică (12-14 cm lungime), orbiculară, tri sau pentalobată, cu limbul de culoare verde-deschis, peroasă pe traiectul nervurilor pe fața inferioară. Sinusurile laterale, deschise în formă de U, iar sinusul pețiolar, în formă de V, mai mult sau mai puțin deschis. Dinții sunt mici și cu margini convexe. Strugurii sunt compacți cilindro – conici, multiaxiali și rămuroși, mici ca mărime (114 – 160 g). Boabele sunt mici (1,10 -1,45 g), uniforme, de formă rotundă cu pielița colorată în verde – gălbui și punct pistilar persistent, elastică și neaderentă la pulpă. Conținutul pulpei este alb – verzui, zemos, dulce – acrișor, cu aromă specifică de soi.Lăstarii au meritale scurte, fin striate, de culoare verde. Coardele în toamnă au culoarea galben-brun. 

## Însușiri agrobiologice și tehnologice
În condițiile podgoriei Iași, dezmuguritul debutează la sfârșitul lunii aprilie odată cu soiul Aligoté. Durata perioadei de vegetație însumează 175 – 180 de zile. Soiul Golia manifestă o rezistență genetică sporită la ger,toleranță mijlocie la secetă și putregaiul cenușiu al strugurilor, rezistență mijlocie la mană și făinare.Butucii au o vigoare mijlocie și un potențial de producție de 3,6 – 4,5 kg struguri pe butuc. În podgoria Iași, strugurii ajung la maturitatea tehnologică în epoca IV-a (ultima decadă a lunii septembrie). La maturitatea deplină strugurii acumulează în medie 178 – 195 g/L zaharuri și 4,5 - 5,5 g/L aciditate (H2SO4). Vinul obținut se caracterizează prin tăria alcoolică medie de 10,7–11,5 % vol., bogat în extract sec nereducător (20,2 g/l) și polifenoli (0,26 g/l).

## Zonare
Soiul este inclus în sortimentul podgoriilor din zona Dealurilor Moldovei, pentru obținerea vinurilor albe de calitate.